# Isla de Rathlin
La isla de Rathlin (en inglés: Rathlin Island; en irlandés: Reachlainn o Reachra) es una isla situada en las costas del condado de Antrim en Irlanda del Norte, y es el punto más septentrional de la región. Rathlin es la única isla habitada en Irlanda del Norte, con una población en ascenso de 100 personas, y es la isla habitada más septentrional de las existentes en las costas irlandesas. Con forma de L, Rathlin mide algo más de 6 kilómetros de este a oeste y 4 kilómetros de norte a sur. Se encuentra situada a unos 25 kilómetros del Mull of Kintyre, la punta sur de la península de Kintyre en Escocia. Forma parte del Distrito de Moyle y está representada en el Ayuntamiento por la Rathlin Development & Community Association.

## Transporte
Una línea de ferry, operada por la Rathlin Island Ferry Ltd. conecta el principal puerto de la isla, Church Bay con tierra firme en Ballycastle, distante unos 9 kilómetros. La flota está compuesta por un ferry rápido sólo para pasajeros y un MV Canna, que permite además transportar un pequeño número de vehículos. La Rathlin Island Ferry Ltd. obtuvo en 2008 un contrato de seis años proporcionando un servicio subvencionado de "lifeline".

## Naturaleza
Rathlin es una isla de origen volcánico que fue creada como parte de la Provincia británica terciaria vocánica.
Es una de las cuarenta y tres Áreas Especiales de Conservación en Irlanda del Norte. Acoge decenas de miles de aves marinas, incluyendo especies como el arao común, la gaviota tridáctila, el frailecillo común, el Alca común y así hasta treinta familias. Es un lugar popular entre los observadores de aves, con una reserva natural de la Royal Society for the Protection of Birds con vistas espectaculares a la colonia de aves. La RSPB ha logrado gestionar el hábitat natural de forma que se ha producido el retorno de la chova piquirroja, cuyos dos únicos ejemplares en edad de cría pueden ser vistos en verano.
Los acantilados son impresionantes, alcanzando los 70 metros de altura. Podemos encontrar diversas cuevas submarinas, como la conocida como Cueva de Bruce, llamada así por Robert Bruce, primer rey de Escocia, que, según la leyenda se encontró con una famosa araña.[cita requerida] La isla es el punto más septentrional del Área de Excelente Belleza Natural de la costa de Antrim y Glens.
Recientemente, la Agencia Marítima y de Guardacostas del Reino Unido y el Instituto Marino de Irlanda han llevado a cabo un estudio batimétrico en el norte del condado de Antrim, actualizando los mapas del Almirantazgo (Joinr Irish Bathmetric Survey Project). Durante este estudio, se han hallado numerosos accidentes geológicos en el fondo marino que rodea la isla, incluyendo un cráter con evidencias de haber estado bañado por cursos de agua. Esto sugiere que el proceso de inundación (hundimiento de tierras o elevación de los niveles del mar) fue extremadamente rápido. Investigaciones marinas en esta zona han permitido igualmente localizar nuevas especies de anémonas, mejillón fan (el mayor bivalvo del Reino Unido, y muy escaso) y numerosos restos de naufragios, incluyendo el del HMS Drake, torpedeado y hundido en 1917.

## Historia
Rathlin contempló el primer ataque vikingo a Irlanda según los Anales del Ulster. Este asalto tuvo lugar en 795 y significó el saqueo de la iglesia local y la quema de todas sus dependencias.
Rathlin fue también el escenario de la infame masacre que tuvo lugar en julio de 1575 cuando Walter Devereux, I conde de Essex ordenó a Francis Drake y John Norreys la matanza de varios cientos de miembros del clan Donad (también llamado MacDonnell), entre ellos numerosas mujeres y niños, que se habían refugiado en la isla.
En 1642, Sir Duncan Campbell de Auchinbreck, miembro del clan Campbell, ordenó a un ejército covenanter a sus órdenes el asesinato de los miembros católicos del clan Donald. Las cifras de muertos oscilan entre los cien y los tres mil.
A finales del siglo XVIII, la producción de kelp se convirtió en el motor económico de la isla, implicando a toda la población de Rathlin. Hoy en día, aún se pueden contemplar las ruinas de factorías y almacenes a lo largo de la costa.
El primer enlace de telégrafo fue establecido por empleados de Guglielmo Marconi, entre East Lighthouse, en Rathlin, y Kenmara House, en Ballycastle el 6 de julio de 1898.
Más recientemente, el multimillonario Richard Branson estrelló su globo en las cercanías de la isla tras batir el récord de la travesía del Atlántico partiendo desde Maine.[cita requerida]
La isla llegó a albergar una población de más de mil personas durante el siglo XIX pero, en la actualidad, la cifra de habitantes durante el invierno se reduce a apenas cien. Durante el verano, la afluencia de visitantes hace que se incremente la presencia humana, al menos por el día, ya que la isla dispone solamente de alojamiento para treinta personas. El centro de Church Bay está abierto entre mayo y agosto y dispone de servicio de minibus turístico y alquiler de bicicletas.  La isla también es conocida entre los amantes del submarinismo que gustan de explorar los restos de naufragios existentes en sus costas.
El dialecto del irlandés hablado en Rathlin se ha extinguido, pero podría ser descrito como un híbrido entre el irlandés y el gaélico escocés.

## Galería

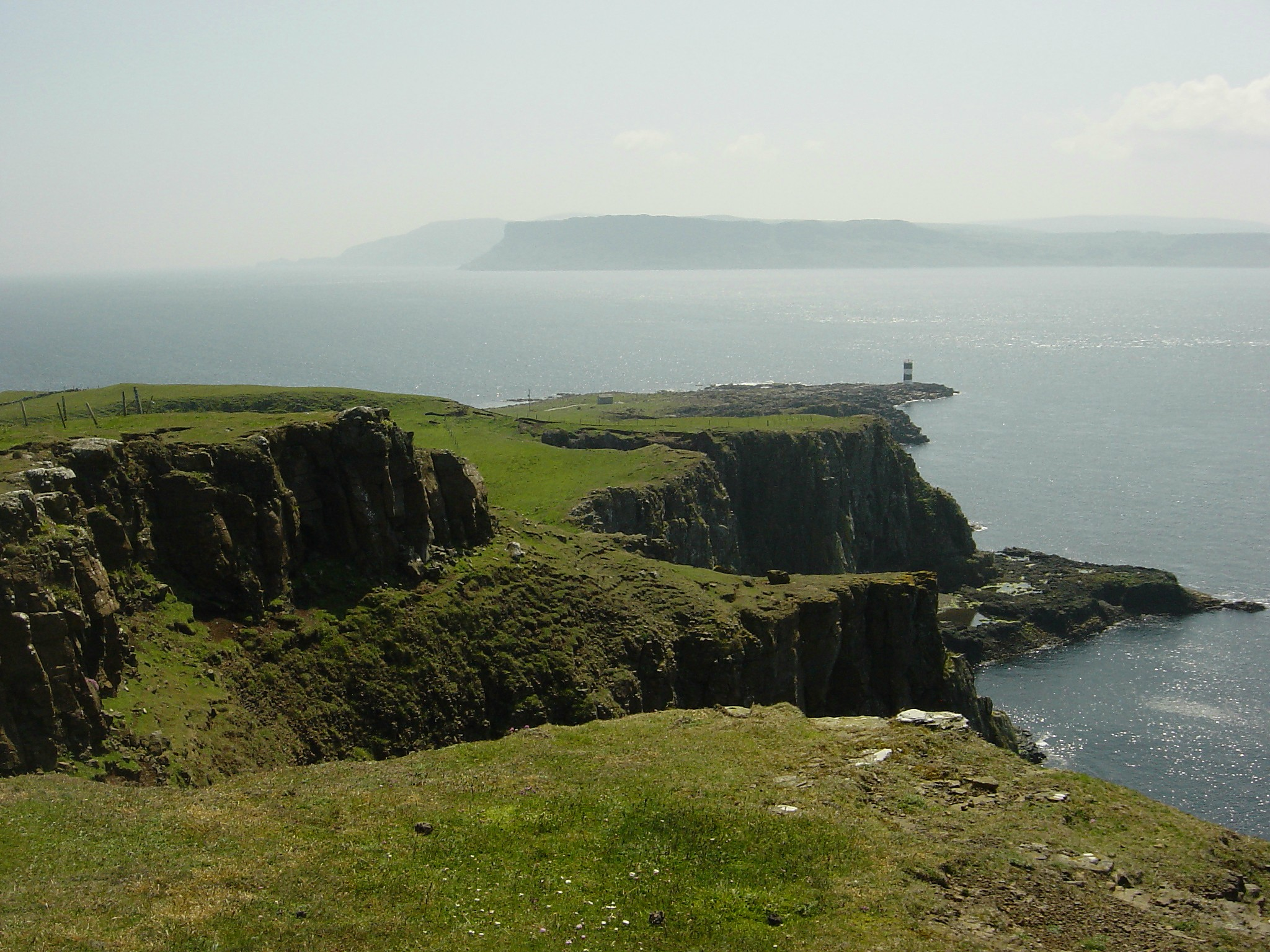
Rue Point en el sur de Rathlin, mirando hacia Fair Head
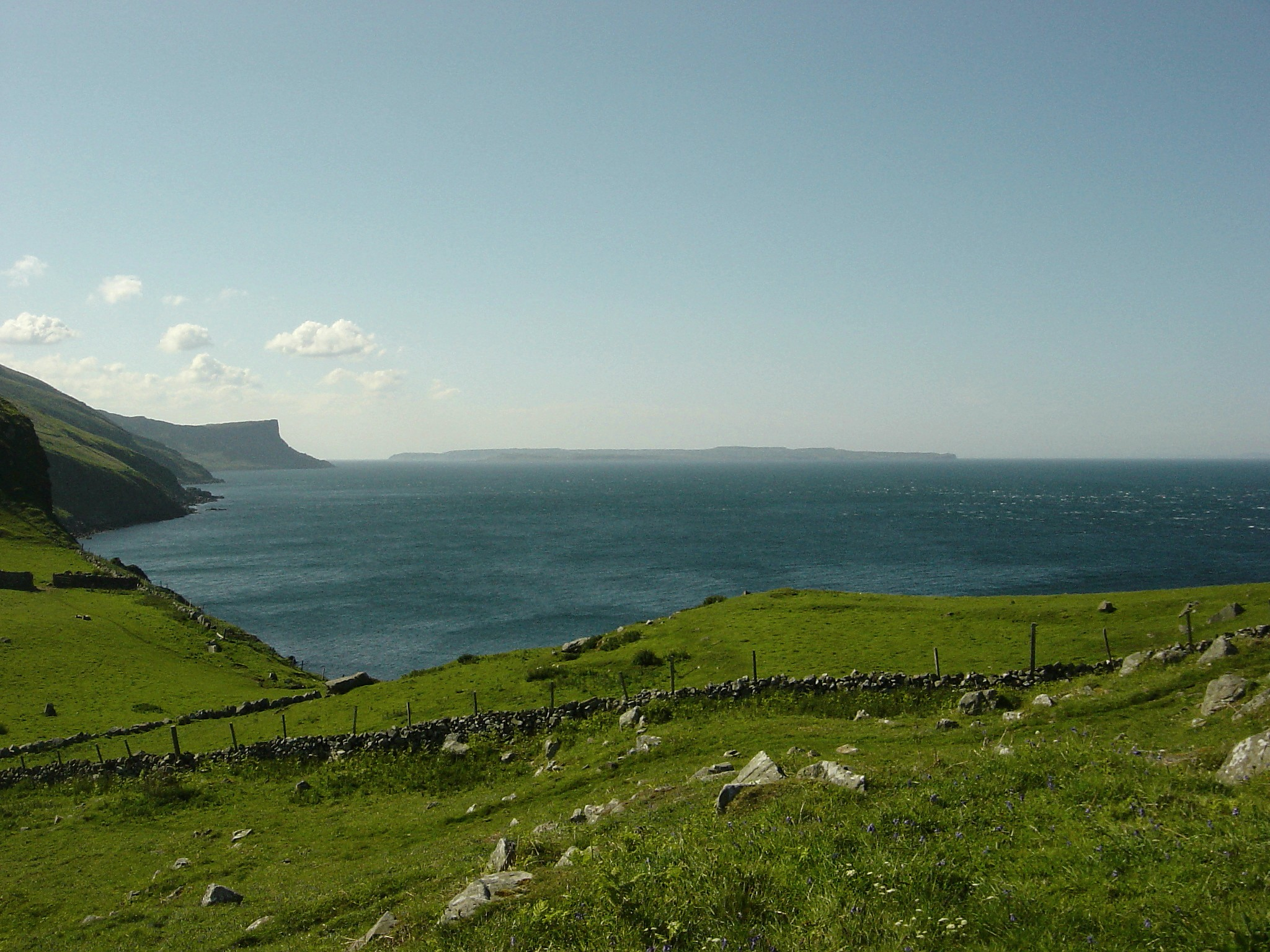
La isla desde Torr Head con Fair Head a la izquierda
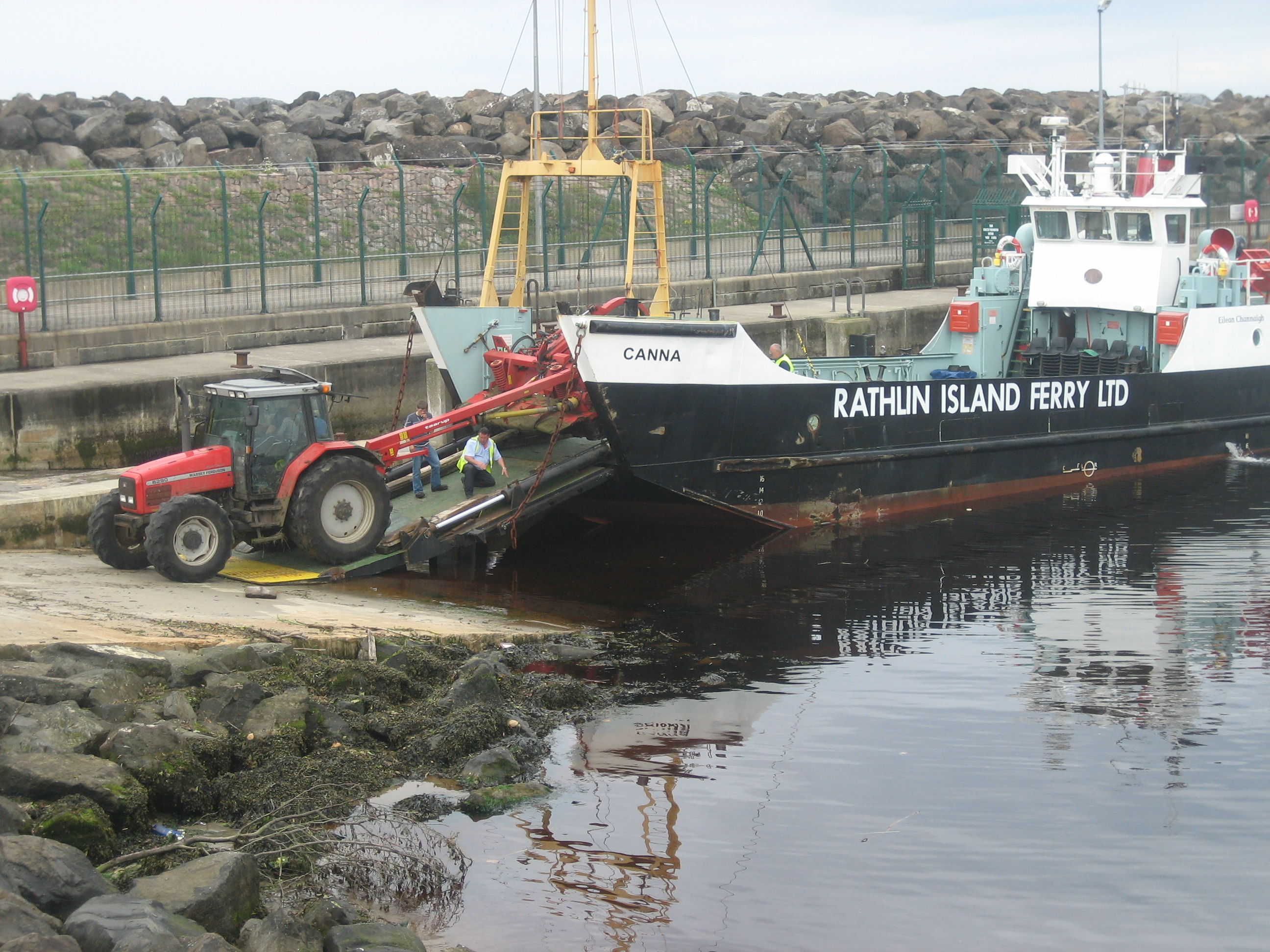
Ferry de Rathlin Island en Ballycastle